# Yağşılar, Karpuzlu
Yağşılar là một xã thuộc huyện Karpuzlu, tỉnh Aydın, Thổ Nhĩ Kỳ. Dân số thời điểm năm 2010 là 544 người.